# Burg Tachenberg
Die Burg Tachenberg ist eine abgegangene spätmittelalterliche Höhenburg auf 474 m ü. NHN unmittelbar östlich von der Einöde Tafelberg, einem Gemeindeteil der Gemeinde Perach im Landkreis Altötting in Bayern. Die Anlage wird als Bodendenkmal unter der Aktennummer D-1-7742-0039 als „Burgstall des hohen und späten Mittelalters (‚Burg Tachenberg‘)“ geführt.
Von der ehemaligen Burganlage ist nichts erhalten. 250 m nordöstlich liegt der Burgstall bei Weingarten.